# Jorge Venegas Vásquez
Jorge Arnaldo Venegas Vásquez (Chile, 29 de agosto de 1939-La Ligua, 7 de septiembre de 2010) fue un Futbolista y entrenador chileno.

## Trayectoria
Como jugador, jugaba como delantero y se formó en las Divisiones inferiores de Universidad de Chile, donde debutó en 1954.Además, defendió los colores de Audax Italiano y Coquimbo Unido en la Primera división chilena.
Es mayormente recordado por su amplia trayectoria como entrenador en el fútbol chileno, donde dirigió en la Primera división a Unión La Calera, O'Higgins, Magallanes y Audax Italiano en la máxima categoría del fútbol chileno.  Dirigiendo a Magallanes, ganó la Liguilla Pre-Libertadores 1983, clasificando a la Copa Libertadores 1985.
Anteriormente, había dirigido a la Selección sub-20 de Chile en el Sudamericano de 1971.
Dirigió a muchos equipos en la categoría de plata del fútbol chileno, como Coquimbo Unido, Malleco Unido, Rangers,Regional Antofagasta, Santiago Wanderers,Deportes Valdivia, entre otros.En Rangers, obtuvo el subcampeonato de la Segunda División de 1977, logrando el ascenso a Primera.
En el extranjero, tuvo experiencia dirigiendo al Jorge Wilstermann de Bolivia durante 1986.

## Selección nacional
Representó a la selección chilena sub-20 en el Campeonato Sudamericano de 1958, teniendo como compañeros a Alberto Fouillioux, Efraín Santander, José Sulantay, entre otros.

## Clubes

### Como jugador
| Club                 | País        | Año       |
| -------------------- | ----------- | --------- |
| Universidad de Chile | Chile       | 1954-1958 |
| Schawger             | Chile       | 1960      |
| Huachipato           | Chile       | 1961      |
| Audax Italiano       | Chile       | 1962      |
| Coquimbo Unido       | Chile       | 1963      |
| Ñublense             | Chile       | 1963      |
| Colchagua            | Chile       | 1964      |
| Once Municipal       | El Salvador | 1965      |
| Atlético Indio       | Honduras    | 1966      |
| Iberia-Puente Alto   | Chile       | 1967      |

### Como entrenador
| Club                     | País        | Año       |
| ------------------------ | ----------- | --------- |
| Selección chilena sub-20 | Chile       | 1971      |
| Coquimbo Unido           | Chile       | 1971      |
| Audax Italiano           | Chile       | 1972      |
| Unión La Calera          | Chile       | 1973      |
| O'Higgins                | Chile       | 1974      |
| Luis Ángel Firpo         | El Salvador | 1975      |
| Federal                  | Honduras    | 1975      |
| Malleco Unido            | Chile       | 1976      |
| Rangers                  | Chile       | 1977      |
| Regional Antofagasta     | Chile       | 1978      |
| Unión San Felipe         | Chile       | 1980      |
| Santiago Wanderers       | Chile       | 1981-1982 |
| Deportes Linares         | Chile       | 1982      |
| Magallanes               | Chile       | 1983      |
| Audax Italiano           | Chile       | 1984      |
| Deportes Valdivia        | Chile       | 1985-1986 |
| Magallanes               | Chile       | 1986      |
| Jorge Wilstermann        | Bolivia     | 1986      |
| Deportes La Serena       | Chile       | 1987      |
| Cobreandino              | Chile       | 1987-1988 |
| Deportes Ovalle          | Chile       | 1989      |
| Soinca Bata              | Chile       | 1989-1990 |
| Cobreandino              | Chile       | 1991      |
| Deportivo Flecha         | Chile       | 1993      |
| Deportes La Ligua        | Chile       | 1998      |